# دييغو كونفالونييري
دييغو كونفالونيري (بالإيطالية: Diego Confalonieri)‏(من مواليد 11 أبريل 1979) مبارز إيطالي. حصل على الميدالية البرونزية في حدث فريق المبارزة للرجال في دورة الألعاب الأولمبية الصيفية لعام 2008.

## سجله ضد منافسين مختارين
يتضمن نتائج جميع المسابقات من 2006 حتى الآن والرياضيين الذين وصلوا إلى ربع النهائي في بطولة العالم أو الألعاب الأولمبية، بالإضافة إلى أولئك الذين حصلوا على ميداليات في مسابقات الفرق الرئيسية.
- غابور بوتشكو 1-0
- إغناسيو كانتو 2-0
- جواكيم فاين 1-1
- ريبين بواسي 1-0
- دميترو تشوماك 1-0
- مارسيل فيشر 0-1
- جيزا إمري 2-1
- فابريس جانيت 0-2
- جيروم جانيت 1-1
- كريستيان كولكسار 0-1
- غييرمو مادريجال سارديناس 0-1
- أولريش روبيري 2-1
- ألفريدو روتا 0-1
- رادوسلاف زاوروتنياك 1-1
- خوسيه لويس أباجو 1-2
- أنطون أفدييف 1-2
- سفين يارف 1-0
- ماتيو تالياريول 1-0
- يين ليان تشي 1-1
- فيتالي زاخاروف 1-0
- ستيفانو كاروزو 1-0
- سيلفيو فرنانديز 0-1
- نيكولاي نوفوسيولوف 0-1
- ألكسندرو نيستور 1-0
- توماس موتيكا 1-0
- مارتن شميت 0-1
- يورغ فيدلر 1-0